# 顧爾行
顧爾行（1536年—1611年），字慎卿，又字孟先，號儆韋，浙江湖州府歸安縣人，民籍，明朝政治人物。

## 生平
早年為國子監生，萬曆元年（1573年）中式癸酉科順天府鄉試第四名，萬曆二年（1574年）聯捷甲戌科會試第一百四十七名，登三甲第九十名進士。初授大名府推官，受张居正知遇，八年六月选授陕西道試監察御史，九年巡视通倉，条议银库四事，又巡按顺天，出为南康府知府，万历十一年（1583年）二月因之前主考武举徇私被弹劾，降远方杂职，即解綬歸。

## 家族
曾祖顧佐，曾任七品散官；祖父顧㠐，曾任壽官；父顧震，曾任知縣。母茅氏；繼母沈氏。